# Keizer Frans Jozeffjord
De Keizer Frans Jozeffjord (Groenlands: Kangerluk Kejser Franz Joseph) is een fjord in het Nationaal park Noordoost-Groenland in het oosten van Groenland, vernoemd naar keizer Frans Jozef I van Oostenrijk.

## Geografie
De fjord maakt deel uit van het fjordencomplex van de Koning Oscarfjord dat honderden kilometers landinwaarts gaat. De fjord zelf gaat meer dan 200 kilometer landinwaarts. Vanaf de monding (op 73° 15′ NB, 22° 50′ WL) in de Groenlandzee via de Foster Bugt gaat de fjord eerst ongeveer 75 kilometer in noordwestelijke richting, waarna hij afbuigt in zuidwestelijke richting en hij meanderend richting het westen vervolgt. De fjord eindigt (op 73° 8′ NB, 27° 44′ WL) bij de Nordenskiöldgletsjer.
De fjord wordt in het noorden begrensd door Gauss Halvø, Strindbergland, Andréeland en Frænkelland en in het zuiden door Ymer Ø, Gunnar Anderssonland, Suessland en Goodenoughland.
De fjord heeft verschillende dalen, fjorden en inhammen, waaronder (van bron naar monding):
- Kjerulffjord (rechteroever)
- Isfjord (linkeroever)
- Antarctic Sund (rechteroever)
- Geologfjord (linkeroever)
- Nordfjord (linkeroever)
- Dusénfjord (rechteroever)

## Gletsjers
In de zij-fjorden van de Keizer Frans Jozeffjord komen verschillende gletsjers en hun gletsjerrivieren uit. In de fjord zelf zijn dit onder andere:
- Nordenskiöldgletsjer
- Gregorygletsjer (linkeroever)
- Sonklargletsjer (rechteroever)
- Luciagletsjer (linkeroever)
- Blåbærgletsjer (linkeroever)

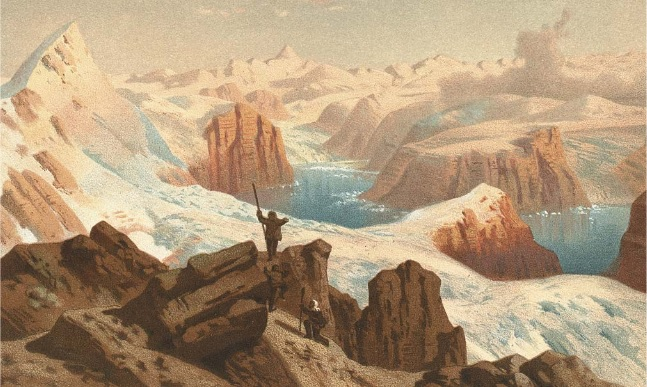
Het fjord tijdens een expeditie in 1870
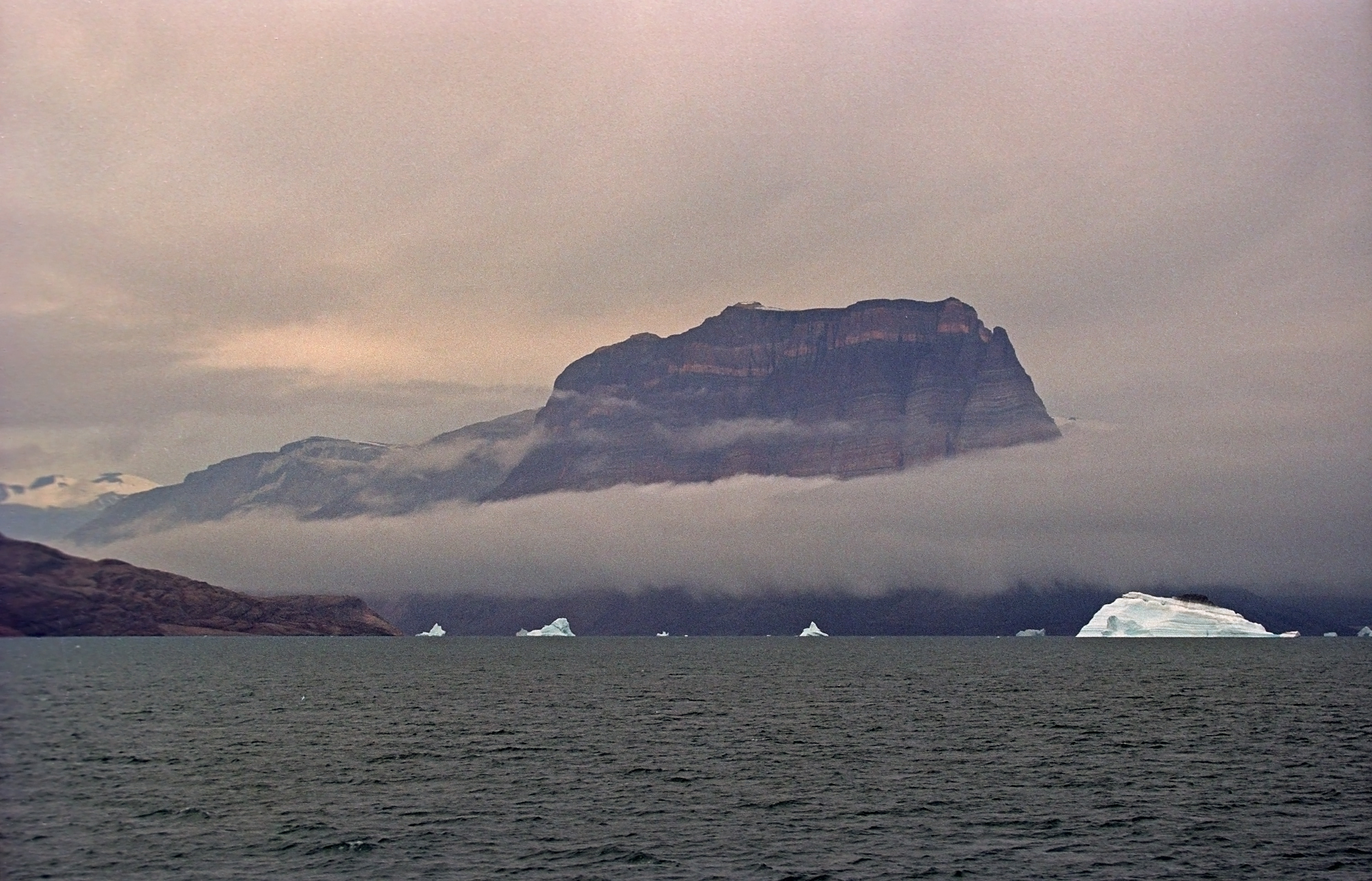
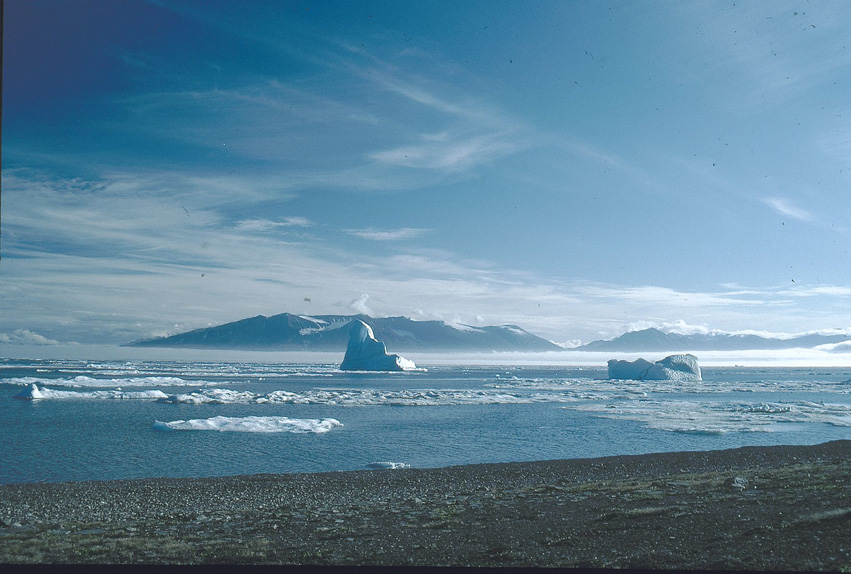
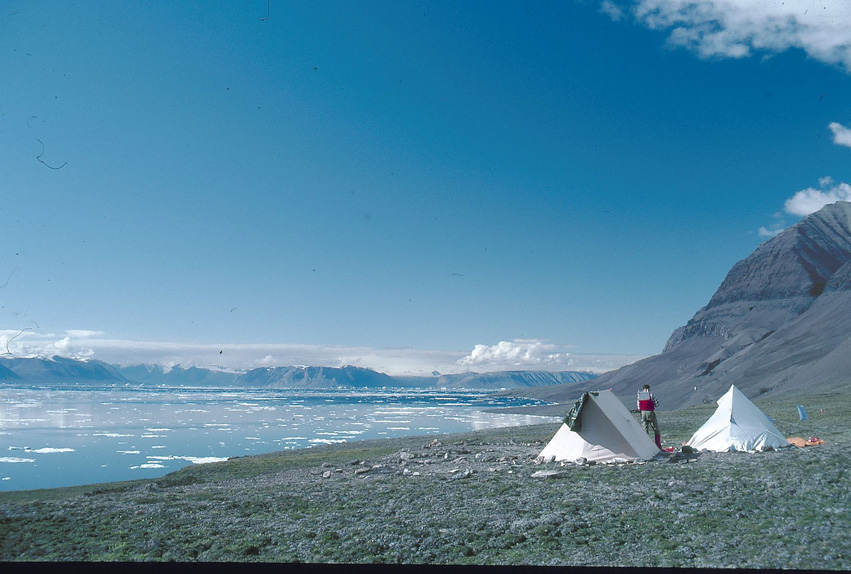
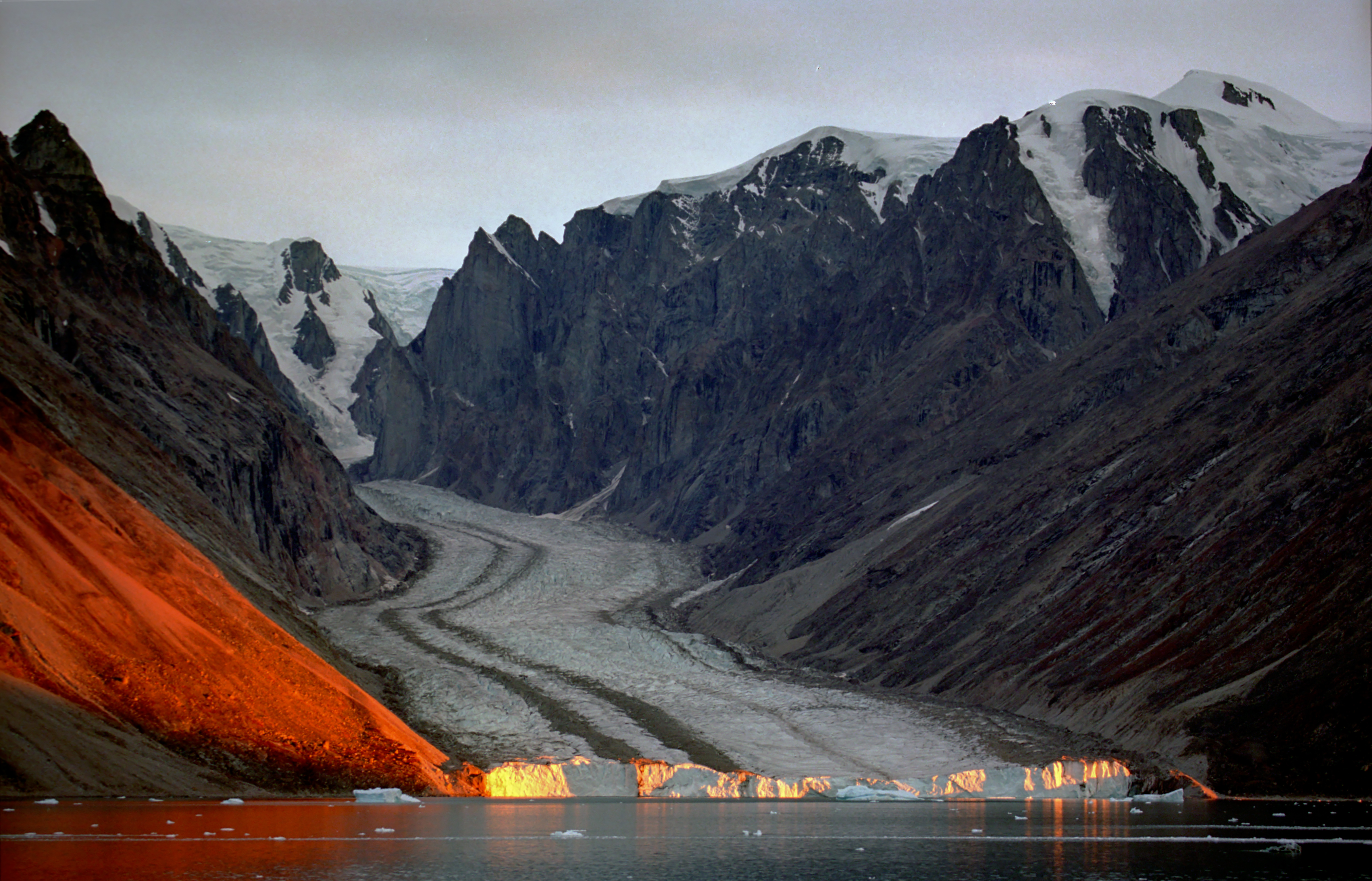
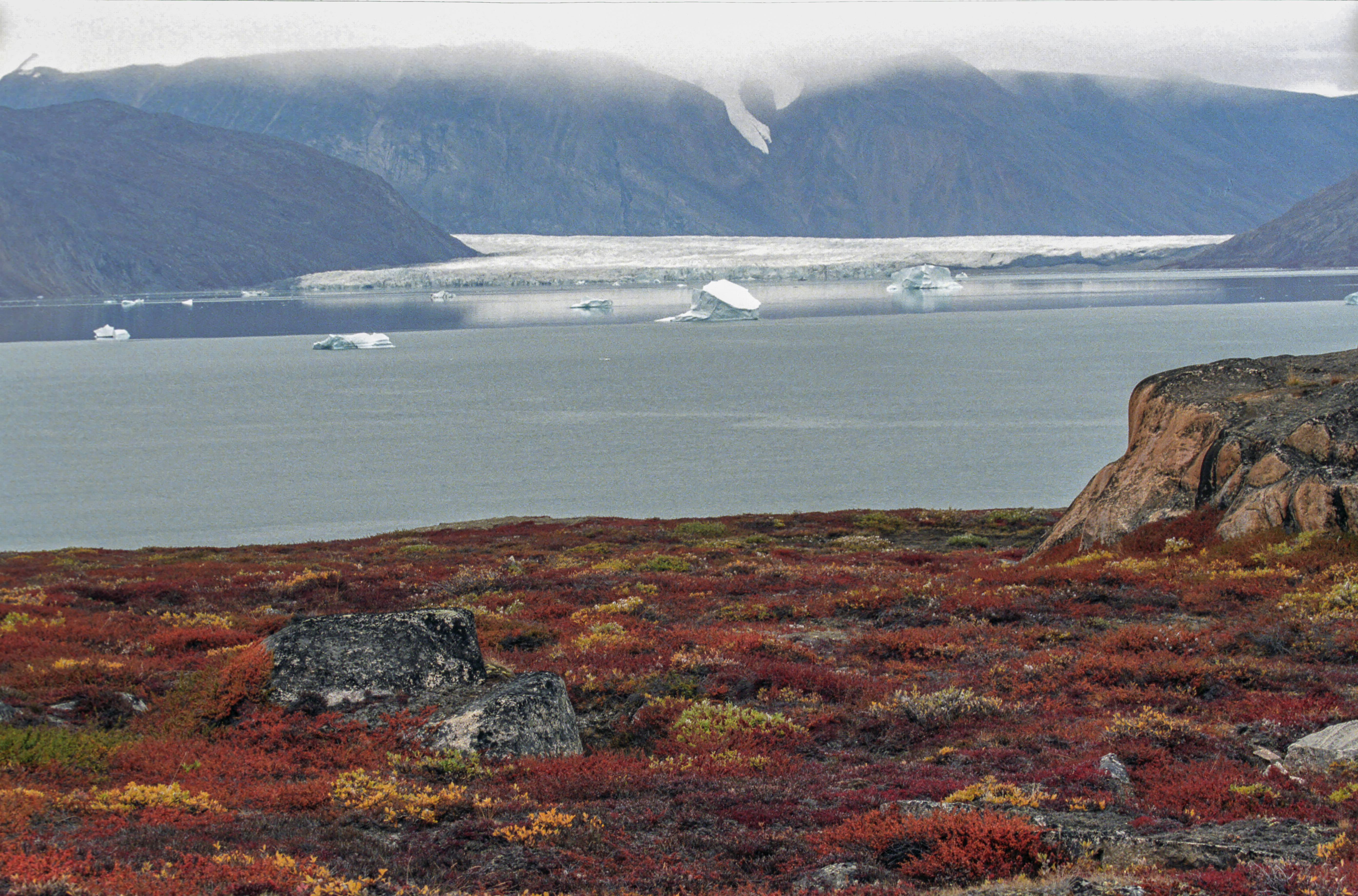